# Паметник на Съветската армия в Пловдив
Паметникът на Съветската армия (известен с името Альоша) е гранитна статуя с височина 10,5 м, издигаща се на върха на хълма Бунарджик в Пловдив. 
Общата му височина е 17,30 м, самият войн е висок 10,5 м. Главата му е 7 тона, а картечния му пистолет ППШ-41 - 2 тона.
Издигнат е през 1954 – 1957 г. от архитектите Борис Марков, Петър Цветков, Николай Марангозов, скулпторите Васил Радославов, Георги Коцев, Иван Топалов, инж. Димитър Кънчев, Александър Занков и каменоделците Сашо Спасов, Вълчо Кадийски, Григор Михов. Прототип на статуята е съветският войник от Трети украински фронт Алексей Иванович Скурлатов (1922 – 2013).
След 10 ноември 1989 г. са правени няколко опита за премахване на паметника, но те остават безуспешни.

## История
През 1948 година е решено в Пловдив да се изгради паметник на Съветската армия. За скулптор е избран Васил Радославов.
На 5 ноември 1957 г. десетметровата гранитна скулптура е открита в Пловдив, като в гранита на пиедестала му е гравирано „Слава на непобедимата съветска армия освободителка“.
През 2007 г. по случай отбелязването на 50-годишнината от откриването на паметника в Пловдив пристига прототипът на паметника – руският войник Алексей Иванович Скурлатов. Също така на 5 ноември 2007 г. в Балабановата къща е валидирана марка със стилизирано изображение на паметника.
На 21 септември 2013 г. на паметника е поставен дълъг червен плащ и черна кърпа на лицето.
На 3 ноември 2013 паметникът осъмва с надпис „Тотев вън“, като автори на това дело се водят „Пловдив без цензура“.